# Буренин, Алексей Александрович
Алексе́й Алекса́ндрович Буре́нин (род. 21 октября 1985, Уфа) — российский спортсмен-парашютист, восьмикратный чемпион мира по парашютному спорту, Заслуженный мастер спорта, обладатель почётного знака «Выдающийся спортсмен Республики Башкортостан», лауреат премии «Надежда России», заместитель председателя Федерации парашютного спорта Республики Башкортостан.

## Спортивная карьера
В детстве занимался горными лыжами, позднее выполнил по ним норматив кандидата в мастера спорта, однако после знакомства с Альбертом Бикметовым, победителем чемпионатов России и международных соревнований по парашютно-горнолыжному двоеборью (пара-ски), решил заняться этим видом спорта и в 2000 году совершил свой первый прыжок. Уже в следующем году Буренин стал абсолютным чемпионом России по парашютно-горнолыжному двоеборью, а в 2002 году попал в сборную команду России. В том же году впервые участвовал в соревнованиях по парашютной классике, с 2007 года вошёл в состав сборной команды России по классическому парашютному спорту.
Основные достижения Алексея Буренина:
- Девятикратный абсолютный Чемпион России по парашютно-горнолыжному двоеборью (2001, 2002, 2005, 2007, 2008, 2009, 2013, 2016, 2017)
- Бронзовый призёр чемпионата мира по парашютно-горнолыжному двоеборью в командном зачёте (Черногория, 2005)
- Чемпион мира среди юниоров по парашютно-горнолыжному двоеборью (Черногория, 2005)
- Серебряный призёр Кубка мира и Чемпионата Европы по парашютно-горнолыжному двоеборью в командном зачёте (Австрия, 2008)
- Серебряный призёр Кубка мира и Чемпионата Европы по парашютно-горнолыжному двоеборью в личном зачёте среди юниоров (Австрия, 2008)
- Чемпион мира по классическому парашютному спорту в командном зачёте (Словакия, 2008)
- Чемпион мира по парашютно-горнолыжному двоеборью в командном зачёте (Австрия, 2009)
- Чемпион мира по классическому парашютному спорту в командном зачёте (Черногория, 2010)
- Серебряный призёр чемпионата мира по классическому парашютному спорту в личном зачёте (Черногория, 2010)[4]
- Серебряный призёр чемпионата мира по парашютно-горнолыжному двоеборью в командном зачёте (Австрия, 2011)
- Абсолютный чемпион мира по парашютно-горнолыжному двоеборью в личном зачёте (Австрия, 2011)[5]
- Серебряный призёр Чемпионата Европы по классическому парашютному спорту в командном зачёте (Сербия, 2011)
- Чемпион мира по классическому парашютному спорту в командном зачёте (ОАЭ, 2012)[6]
- Чемпион Европы по классическому парашютному спорту в командном зачёте (Россия, 2013)[7]
- Бронзовый призёр Кубка мира по классическому парашютному спорту в личном зачёте (Россия, 2013)
- Серебряный призёр Чемпионата мира по парашютно-горнолыжному двоеборью в личном зачёте (Россия, 2014)
- Бронзовый призёр Чемпионата мира по парашютно-горнолыжному двоеборью в командном зачёте (Россия, 2014)
- Серебряный призёр Чемпионата мира по классическому парашютному спорту в командном зачёте (Босния и Герцеговина, 2014)
- Серебряный призёр Чемпионата мира по парашютно-горнолыжному двоеборью в командном зачёте (Германия, 2015)
- Серебряный призёр чемпионата Европы по классическому парашютному спорту в командном зачёте (Болгария, 2015)
- Серебряный призёр чемпионата Европы по классическому парашютному спорту в групповых прыжках на точность приземления (Болгария, 2015)
- Победитель Всемирных авиационных игр (WAG 2015) в групповых прыжках на точность приземления (ОАЭ, 2015)[8]
- Победитель первых международных соревнований по парашютному спорту в районе Северного полюса в групповых прыжках на точность приземления (Барнео, 2016)[9]
- Чемпион мира по парашютно-горнолыжному двоеборью в командном зачёте (Австрия, 2017)[10]
- Абсолютный чемпион мира по парашютно-горнолыжному двоеборью в личном зачёте (Австрия, 2017)[10]

## Общественные награды и звания
- Почётный знак «Выдающийся спортсмен Республики Башкортостан» (2008)
- Лауреат всероссийской премии «Надежда России» (Санкт-Петербург) (2008)
- Заслуженный мастер спорта России (2013)[11]
- Почётная грамота Республики Башкортостан (2016)